# 533

## Събития
- Византийски войски, командвани от пълководеца Велизарий, нахлуват във Вандалското кралство.

## Починали
- Теодорих I (крал на Австразия)